# Mashhad
Mashhad, Mashad of Mesjhed (Perzisch: مشهد) is de op een na grootste stad van Iran en heeft ongeveer 2,8 miljoen inwoners. Het is de hoofdstad van de provincie Khorāsān-e Razavī, die in het noordoosten van het land ligt.
Mashhad wordt bevolkt door een meerderheid van Perzen en minderheden van Koerden en Turkmenen.

## Geschiedenis

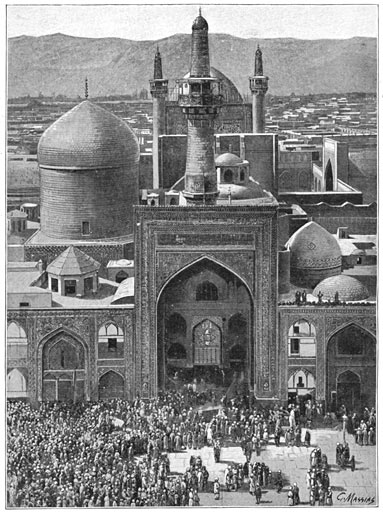
Schrijn van imam Reza begin 20e eeuw

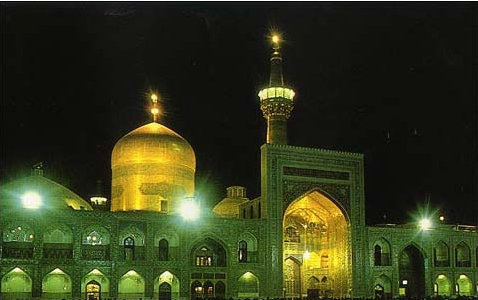
Schrijn van imam Reza

De oorsprong van de stad is onduidelijk, maar de stad begon pas echt te groeien nadat imam Reza, de achtste imam van de twaalversjiieten er begraven werd. Zijn graf groeide uit tot bedevaartplaats en trok vele pelgrims.
In de eeuwen na de bouw van de stad werd de stad vele malen vernietigd, maar werd steeds weer opgebouwd. Ten tijde van het Il-kanaat, het Mongoolse Rijk in Perzië, groeide de stad uit tot belangrijkste stad van de streek Khorasan, ten koste van Toes.
Shah Rukh, de zoon van Timoer Lenk, bouwde het mausoleum van Reza verder uit. Hierna werd de stad door (soennitische Oezbeken veroverd en gedeeltelijk vernietigd.
Met de opkomst van de dynastie van de Safawiden, die het sjiisme de staatsgodsdienst maakten, werd Mashhad pas echt een belangrijke stad. Onder hun leiding werden diverse gebouwen in Mashhad gebouwd.
In 1722 werd de stad, net als andere delen van Iran, door Afghanen veroverd. Na verdrijving van de Afghanen bleef de stad onder Iraans bestuur. In 1839 vond het Allahdad-incident plaats, gericht tegen de Joodse bevolking van de stad.
Sjah Mohammad Reza Pahlavi gaf tijdens een demonstratie van burgers die demonstreerden voor het recht om religieuze kleding te dragen, opdracht op hen te schieten. Honderden burgers kwamen hierbij om en het droeg in grote mate bij aan de onvrede die later leidde tot de Iraanse Revolutie.
Sinds de Iraanse Revolutie zijn er diverse religieuze gebouwen in Mashad bijgebouwd.
In 2005 kwam Mashhad in het nieuws toen twee jonge mannelijke personen op 19 juli werden opgehangen nadat ze veroordeeld waren voor verkrachting van een jonge jongen, roof en alcoholconsumptie.

## Economie
Mashhad is een toeristische stad, vooral door de aanwezigheid van het graf van imam Reza. Er komen jaarlijks miljoenen bezoekers naar Mashhad, wat deze stad tot een van de grootste bedevaartcentra van de wereld maakt.
Mashhad is ook een industriestad en heeft een internationale luchthaven en een metronetwerk.
Mashhad staat zoals vele steden en streken in Iran bekend om zijn mooie tapijten.

## Geboren
- Ali al-Sistani (1930), grootayatollah van Irak
- Ali Khamenei (1939), grootayatollah; sinds 1989 hoogste leider van Iran
- Marshall Manesh (1950), acteur
- Ebrahim Raisi (1960-2024), politicus; president 2021-2024
- Anousheh Ansari (1966), Iraans-Amerikaans zakenvrouw, eerste vrouwelijke ruimtetoerist
- Ehsan Jami (1985), Iraans-Nederlands activist, politicus en publicist
- Reza Ghoochannejhad (1987), Iraans-Nederlands voetballer